# Región Centro-Oeste (Burkina Faso)
La región Centro-Oeste es una de las 13 regiones administrativas de Burkina Faso. Tiene una población de más de un millón de personas (2002). La capital es Koudougou. Cuatro son las provincias que constituyen la región - Boulkiemdé, Sanguié, Sissili y Ziro.
- Datos: Q850075
- Multimedia: Centre-Ouest (Burkina Faso) / Q850075